# Ydre kontrakt
Ydre kontrakt var ett kontrakt i Linköpings stift. Kontraktet uppgick 1943 i Ydre och Södra Vedbo kontrakt.
Församlingarna som tillhörde kontraktet var:
- Västra Ryds församling
- Svinhults församling
- Asby församling
- Sunds församling
- Torpa församling
- Norra Vi församling
- Tirserums församling

Tidigare tillhörande församlingar:
- Malexanders församling

## Historik
Malexanders församling tillhörde Ydre kontrakt fram till 1 maj 1921, för att sedan tillhöra Göstrings kontrakt.

## Kontraktsprostar[1]
| Ämbetstid  | Namn                            | Levnadstid | Kommentarer                          |
| ---------- | ------------------------------- | ---------- | ------------------------------------ |
| 1366       | Ercus                           |            | Kyrkoherde i Sunds församling.       |
| 1383       | P. Karoli                       |            | Kyrkoherde i Sunds församling.       |
| 1389       | Heming                          |            | Kyrkoherde i Asby församling.        |
| 1410       | Eliff                           |            | Kyrkoherde i Torpa församling.       |
| 1411       | Elavus                          |            | Kyrkoherde i Asby församling.        |
| 1432       | P. Johannis                     |            | Kyrkoherde i Torpa församling.       |
| 1467       | M Nicolai                       |            | Kyrkoherde i Asby församling.        |
| 1493       | Birger                          |            | Kyrkoherde i Norra Vi församling.    |
| 1515       | Rabaldus Johannis Sudercopensis |            | Kyrkoherde i Torpa församling.       |
| 1525       | B. Henrici                      |            | Kyrkoherde i Västra Ryds församling. |
| 1544       | B. Jonae                        |            | Kyrkoherde i Sunds församling.       |
| 1552       | Petrus                          |            | Kyrkoherde i Norra Vi församling.    |
| 1553, 1555 | Bartoldus                       |            | Kyrkoherde i Torpa församling.       |
| 1573       | Nicolaus Jonae                  |            | Kyrkoherde i Torpa församling.       |
| 1614-1616  | Magnus Johannis                 |            | Kyrkoherde i Asby församling.        |
| 1616-1631  | Stephanus Haquini               | –1633      | Kyrkoherde i Torpa församling.       |
| 1631-1667  | Birger Beccander                | 1600-1667  | Kyrkoherde i Asby församling.        |
| 1668-1688  | Petrus Johannis Reftelius       | 1613-1688  | Kyrkoherde i Norra Vi församling.    |
| 1690-1697  | Magnus Petris Sundius           | 1624-1697  | Kyrkoherde i Asby församling.        |
| 1697-1713  | Bartholdus Duræus               | 1657–1715  | Kyrkoherde i Norra Vi församling.    |
| 1713-1744  | Johannes Wenelius               | 1663-1744  | Kyrkoherde i Asby församling.        |
| 1744-1751  | Samuel Loenbom                  | 1677-1751  | Kyrkoherde i Västra Ryds församling. |
| 1752-1763  | Didrik Björn                    | 1691-1763  | Kyrkoherde i Norra Vi församling.    |
| 1763-1766  | Sven Collin                     | 1703–1766  | Lektor i Linköping.                  |
| 1771-1797  | Lars Kraft                      | 1730-1797  | Kyrkoherde i Norra Vi församling.    |
| 1798-1809  | Matthias Sundevall              | 1763–1847  | Kyrkoherde i Torpa församling.       |
| 1810-1813  | Adolf Nordvall                  | 1754-1813  | Kyrkoherde i Torpa församling.       |
| 1813-1828  | Johan Älf                       | 1753-1832  | Kyrkoherde i Västra Ryds församling. |
| 1833-1837  | Lars Johan Boraeus              | 1769-1837  | Kyrkoherde i Norra Vi församling     |
| 1837-1844  | Gustaf Ringqvist                | 1791-1844  | Kyrkoherde i Asby församling.        |
| 1847-1873  | Anders Hedner                   | 1801-1873  | Kyrkoherde i Asby församling.        |
| 1873-1886  | Per Oliver Hjorton              | 1818–1891  | Kyrkoherde i Torpa församling.       |
| 1886-1892  | Jonas Gustaf Sjöstrand          | 1813-1896  | Kyrkoherde i Asby församling.        |
| 1892-1895  | Johan Ludvig Bergvall           |            | Kyrkoherde i Sunds församling.       |
| 1895-1917  | Carl Eriksson                   | 1838-1924  | Kyrkoherde i Västra Ryds församling. |
| 1917-1924  | Viktor Villner                  | 1849-1936  | Kyrkoherde i Torpa församling.       |
| 1924-      | Reinhold Wester                 | 1882–1966  | Kyrkoherde i Norra Vi församling     |